# Federico Vittorio di Hohenzollern-Sigmaringen
Federico Vittorio di Hohenzollern-Sigmaringen, in tedesco Friedrich Viktor Pius Alexander Leopold Karl Theodor Ferdinand von Hohenzollern-Sigmaringen (Heiligendamm, 30 agosto 1891 – Krauchenwies, 6 febbraio 1965), fu principe e capo della casata di Hohenzollern-Sigmaringen.

## Biografia

### Infanzia
Federico Vittorio era il figlio primogenito del principe Guglielmo di Hohenzollern-Sigmaringen (1864-1927) e di sua moglie, la principessa Maria Teresa di Borbone-Due Sicilie. Federico Vittorio aveva tra gli altri un fratello gemello, Francesco Giuseppe (1891-1964). Sua sorella Augusta Vittoria sposerà l'ex re Manuele II del Portogallo.

### Giovinezza
Federico Vittorio studiò economia all'Università di Friburgo in Brisgovia e prese parte durante la prima guerra mondiale alle campagne sul fronte orientale e occidentale oltre a prendere parte agli scontri sul teatro di guerra italiano e dei Carpazi, all'interno del 5º battaglione di riserva di cacciatori imperiali, ritirandosi dal servizio militare attivo solo nel 1919. Dopo la guerra e la caduta dell'Impero tedesco, egli si ritirò a vita privata conducendo la tenuta di Umkirch vicino a Friburgo in Brisgovia ove rimase sino alla morte del padre nel 1927. Interessatosi di politica, si dimostrò subito contrario alla Repubblica di Weimar e si distinse per le sue idee conservatrici miste ad un profondo cattolicesimo. Dal 1927 adottò inoltre il titolo nobiliare di Principe di Hohenzollern il che lo rese in disputa aperta coi cugini prussiani.

### Matrimonio
Federico Vittorio di Hohenzollern-Sigmaringen sposò Margherita Carola di Sassonia (1900-1962), figlia del re Federico Augusto III (1865-1932) e di sua moglie, l'arciduchessa Luisa d'Asburgo-Toscana.

### Dopoguerra
Negli anni del dopoguerra, riuscì ad acquisire gran parte dei terreni e della collezione d'arte di proprietà della sua famiglia che il padre aveva disperso per pagare i numerosi debiti della casata. La sua affinità al mondo militare nel pieno stile della tradizione famigliare degli Hohenzollern, però, lo portò ad avvicinarsi pericolosamente al nazismo, ancor più dopo che suo fratello Francesco Giuseppe entrò a far parte delle SS. Nel 1935, per ingolosirlo, il regime gli riconobbe il titolo di altezza reale che strenuamente gli era stato negato dopo la costituzione della repubblica in Germania.

### Ultimi anni e morte
Coi primi di settembre del 1944, Federico Vittorio dovette lasciare con la propria famiglia il Castello di Sigmaringen ove viveva perché tale fortilizio venne richiesto per l'acquartieramento delle forze del regime di Vichy. Egli venne poi catturato ed internato nel castello di Wilflingen e le sue proprietà vennero confiscate con l'accusa di collaborazionismo coi nazisti.
Malgrado questo aspetto negativo della sua vita, il principe era molto popolare a Sigmaringen e si impegnò particolarmente a favore delle organizzazioni cattoliche della città e nel castello di Krauchenwies decise di fondare un orfanotrofio per rifugiati e orfani di guerra gestito dall'Ordine di Malta a cui era affiliato. Morì al castello di Krauchenwies il 6 febbraio 1965.

## Discendenza
Il principe Federico Vittorio e Margherita Carola di Sassonia ebbero i seguenti eredi:
- Maria Antonia Benedetta Matilde Anna (19 febbraio 1921, Sigmaringen - 11 ottobre 2011), sposò nel 1942 il conte Heinrich di Waldburg-Wolfegg-Waldsee (1911-1972)
- Maria Adelgonda Alice Luisa Giuseppina (19 febbraio 1921 – 23 maggio 2006), sposò nel 1942 il principe Costantino di Baviera dal quale si separò nel 1948 per poi risposarsi nel 1950 con Wener Hess (n. 1907). Dal secondo marito si separò nel 1973 per sposare Hans Huber (n. 1909)
- Maria Teresa Ludovica Cecilia Zita Elisabetta Hilda Agnese (1922-2004), nubile
- Federico Guglielmo Ferdinando Giuseppe Maria Manuele Giorgio Meinardo (1924 - 2010), sposò nel 1951 la principessa Margherita di Leiningen (1932-1996)
- Francesco Giuseppe Uberto Maria Meinardo Michele (1926-1996), sposò nel 1950 la principessa Maria Ferdinanda di Thurn und Taxis (n. 1926) dalla quale si separò nel 1951. Nel 1955 si risposò con Diana Margherita di Borbone-Parma (n. 1932) dalla quale si separò nel 1961
- Giovanni Giorgio Carlo Leopoldo Eitel Federico Meinardo Maria Uberto Michele (1932-2016), sposò nel 1961 la principessa Brigitta di Svezia dalla quale si separò nel 1990
- Ferfried Massimiliano Pio Meinardo Maria Uberto Michele Giustino (n. 1943)

## Ascendenza
|                                                         |                                 |                                        | Genitori                              |  |  | Nonni |  |  | Bisnonni                                  |  |  | Trisnonni                         |  |
|                                                         |                                 |                                        |                                       |  |  |       |  |  | Carlo Antonio di Hohenzollern-Sigmaringen |  |  | Carlo di Hohenzollern-Sigmaringen |  |
|                                                         |                                 |                                        |                                       |  |  |       |  |  | Carlo Antonio di Hohenzollern-Sigmaringen |  |  | Carlo di Hohenzollern-Sigmaringen |  |
|                                                         |                                 | Maria Antonietta Murat                 |                                       |  |  |       |  |  | Carlo Antonio di Hohenzollern-Sigmaringen |  |  |                                   |  |
| Leopoldo di Hohenzollern-Sigmaringen                    |                                 |                                        |                                       |  |  |       |  |  | Carlo Antonio di Hohenzollern-Sigmaringen |  |  |                                   |  |
|                                                         |                                 | Giuseppina di Baden                    | Carlo II di Baden                     |  |  |       |  |  |                                           |  |  |                                   |  |
|                                                         |                                 | Giuseppina di Baden                    | Carlo II di Baden                     |  |  |       |  |  |                                           |  |  |                                   |  |
|                                                         |                                 | Giuseppina di Baden                    | Stefania di Beauharnais               |  |  |       |  |  |                                           |  |  |                                   |  |
| Guglielmo, Principe di Hohenzollern-Sigmaringen         |                                 | Giuseppina di Baden                    |                                       |  |  |       |  |  |                                           |  |  |                                   |  |
|                                                         |                                 | Ferdinando II del Portogallo           | Ferdinando di Sassonia-Coburgo-Kohary |  |  |       |  |  |                                           |  |  |                                   |  |
|                                                         |                                 | Ferdinando II del Portogallo           | Ferdinando di Sassonia-Coburgo-Kohary |  |  |       |  |  |                                           |  |  |                                   |  |
|                                                         |                                 | Ferdinando II del Portogallo           | Maria Antonia di Koháry               |  |  |       |  |  |                                           |  |  |                                   |  |
| Antonia di Braganza                                     |                                 | Ferdinando II del Portogallo           |                                       |  |  |       |  |  |                                           |  |  |                                   |  |
|                                                         |                                 | Maria II del Portogallo                | Pietro IV del Portogallo              |  |  |       |  |  |                                           |  |  |                                   |  |
|                                                         |                                 | Maria II del Portogallo                | Pietro IV del Portogallo              |  |  |       |  |  |                                           |  |  |                                   |  |
|                                                         |                                 | Maria II del Portogallo                | Maria Leopoldina d'Asburgo-Lorena     |  |  |       |  |  |                                           |  |  |                                   |  |
| Federico Vittorio, Principe di Hohenzollern-Sigmaringen |                                 | Maria II del Portogallo                |                                       |  |  |       |  |  |                                           |  |  |                                   |  |
|                                                         | Ferdinando II delle Due Sicilie | Francesco I delle Due Sicilie          |                                       |  |  |       |  |  |                                           |  |  |                                   |  |
|                                                         | Ferdinando II delle Due Sicilie | Francesco I delle Due Sicilie          |                                       |  |  |       |  |  |                                           |  |  |                                   |  |
|                                                         | Ferdinando II delle Due Sicilie | Infanta Maria Isabella di Spagna       |                                       |  |  |       |  |  |                                           |  |  |                                   |  |
| Principe Luigi, Conte di Trani                          | Ferdinando II delle Due Sicilie |                                        |                                       |  |  |       |  |  |                                           |  |  |                                   |  |
|                                                         |                                 | Arciduchessa Maria Teresa d'Austria    | Arciduca Carlo, Duca di Teschen       |  |  |       |  |  |                                           |  |  |                                   |  |
|                                                         |                                 | Arciduchessa Maria Teresa d'Austria    | Arciduca Carlo, Duca di Teschen       |  |  |       |  |  |                                           |  |  |                                   |  |
|                                                         |                                 | Arciduchessa Maria Teresa d'Austria    | Enrichetta di Nassau-Weilburg         |  |  |       |  |  |                                           |  |  |                                   |  |
| Maria Teresa di Borbone-Due Sicilie                     |                                 | Arciduchessa Maria Teresa d'Austria    |                                       |  |  |       |  |  |                                           |  |  |                                   |  |
|                                                         |                                 | Massimiliano Giuseppe, Duca in Baviera | Duca Pio Augusto in Baviera           |  |  |       |  |  |                                           |  |  |                                   |  |
|                                                         |                                 | Massimiliano Giuseppe, Duca in Baviera | Duca Pio Augusto in Baviera           |  |  |       |  |  |                                           |  |  |                                   |  |
|                                                         |                                 | Massimiliano Giuseppe, Duca in Baviera | Principessa Amalia Luisa di Arenberg  |  |  |       |  |  |                                           |  |  |                                   |  |
| Duchessa Matilde Ludovica in Baviera                    |                                 | Massimiliano Giuseppe, Duca in Baviera |                                       |  |  |       |  |  |                                           |  |  |                                   |  |
|                                                         |                                 | Principessa Ludovica di Baviera        | Massimiliano I di Baviera             |  |  |       |  |  |                                           |  |  |                                   |  |
|                                                         |                                 | Principessa Ludovica di Baviera        | Massimiliano I di Baviera             |  |  |       |  |  |                                           |  |  |                                   |  |
|                                                         |                                 | Principessa Ludovica di Baviera        | Carolina di Baden                     |  |  |       |  |  |                                           |  |  |                                   |  |
|                                                         |                                 | Principessa Ludovica di Baviera        |                                       |  |  |       |  |  |                                           |  |  |                                   |  |